# Heinrich August Wilhelm von Bülow
Heinrich August Wilhelm von Bülow (* 19. Januar 1782 auf dem Rittergut Schliestedt; † 6. Februar 1839 in Blankenburg) war ein deutscher Oberforstmeister.

## Familie
Heinrich August Wilhelm von Bülow war der Sohn des braunschweigischen Oberhauptmannes und Gutsherrn auf Schliestedt, Vietzen und Küblingen Karl Christian Friedrich von Bülow (* 30. September 1740; † 1. Juli 1804) und dessen Ehefrau Sophie Regina Wilhelmine Schrader (* 26. Februar 1751; † 10. Januar 1801). Er hatte noch einen weiteren Bruder, den Freiherrn Heinrich Georg Christian Friedrich von Bülow-Wendhausen (* 25. März 1772; † 10. August 1840).
Heinrich August Wilhelm von Bülow war seit dem 26. Juli 1806 mit Karoline Wilhelmine Eleonore von Münchhausen (* 3. April 1786 in Hardegsen; † 19. April 1838 in Blankenburg), eine Tochter des Landrats von Münchhausen aus dem Hause Schwöbber, verheiratet, gemeinsam hatten sie vier Kinder:
- Franz Wilhelm von Bülow (* 7. Dezember 1809 in  Schliestedt; † 18. Januar 1890 in Lauenburg in Pommern), Königlich-Preußischer Leutnant;
- Luise Caroline Charlotte von Bülow (* 28. Februar 1813 in Schliestedt; † 3. März 1873), seit 11. April 1833 verheiratet mit Enno Georg August Carl von Bockelmann, Kgl. Preuß. Oberstleutnant
- Heinrich Bernhard von Bülow (* 27. Dezember 1815 in Schliestedt; †  17. Juni 1855 in Suhl), Fabrikant;
- Adolf Ernst Friedrich von Bülow (* 26. Januar 1824 in Blankenburg; † 24. Mai 1885 in Bonn), Herzoglich-Braunschweigischer Major.

(Quelle:)

## Leben
Heinrich August Wilhelm von Bülow wurde von Hauslehrern unterrichtet, bis er an das Collegio Carolina in Braunschweig kam, dort erhielt er Unterricht von Johann Joachim Eschenburg. Nach diesem Schulbesuch entwickelte er ein Interesse an der Forstwirtschaft und ging 1801 zum Studium an die Universität in Göttingen. Nach der Beendigung der akademischen Studien kehrte er nach Hause zurück und wurde 1803 zum Forst- und Jagdjunker befördert. Im darauffolgenden Jahr verstarb sein Vater und Heinrich August Wilhelm von Bülow erbte die Rittergüter Schliestedt und Küblingen, in der sich u. a. die Wallfahrtskirche St. Marien befindet, in der der Dominikaner Johann Tetzel seine Ablassbriefe verkauft haben soll, was dazu führte, dass Martin Luther seine 95 Thesen veröffentlichte.
1806 erfolgte die Ernennung zum Forstmeister am Elm, das im braunschweigischen Land lag. Nach der Niederlage in der Schlacht bei Jena und Auerstedt wurde das braunschweigische Land dem von Napoleon neu geschaffenem Königreich Westphalen (1807–1813) zugeteilt und weil Heinrich August Wilhelm von Bülow den neuen Herren nicht dienen wollte, zog er sich auf seine ererbten Güter zurück und bewirtschaftete diese. Nach einem erneuten politischen Wechsel 1815 stellte er sich wieder für ein Amt zur Verfügung und übernahm 1816 das Forstmeisteramt in Walkenried im südlichen Harz im Herzogtum Braunschweig, in dieser Funktion erfolgte auch die Beförderung zum Oberforstmeister. Er ließ verschiedene Wanderwege neu bauen und vorhandene ausbauen, um den Harz zugänglicher zu machen, so u. a. auch im Bodetal. Mit seiner Genehmigung wurde 1820 eine kleine Verkaufshütte errichtet, aus der später die Ansiedlung Königsruhe entstand, die aus dem Gasthaus und deren Nebengebäude bestand.
1823 übernahm er die oberste Verwaltung der gesamten herrschaftlichen Forsten des Unterharzes und zog mit der Familie nach Blankenburg um, später wurde ihm die oberste Leitung der Forstverwaltung des gesamten Landes angeboten, aber diese Aufgabe lehnte er ab.
Er starb 1839 an einem Schlaganfall während eines Jagdausfluges.

## Ehrungen
- Ritterkreuz des vaterländischen Ordens
- Bülow-Denkmal in Bodetal
- nach ihm wurde die Bülowshöhe benannt.